# NGC 5635
NGC 5635 is een spiraalvormig sterrenstelsel in het sterrenbeeld Ossenhoeder. Het hemelobject werd op 17 mei 1784 ontdekt door de Duits-Britse astronoom William Herschel.

## Synoniemen
- UGC 9283
- MCG 5-34-49
- ZWG 163.58
- HARO 41
- IRAS 14263+2737
- PGC 51706